# Qatar Stars League 2021-2022
La Qatar Stars League 2021-2022 è la 49ª edizione del massimo livello del campionato qatariota di calcio.

## Squadre partecipanti
| Qatar Stars League 2021-2022 | Qatar Stars League 2021-2022 | Qatar Stars League 2021-2022 | Qatar Stars League 2021-2022 |
| Squadra                      | Città                        | Stadio                       | Anno fondazione              |
| ---------------------------- | ---------------------------- | ---------------------------- | ---------------------------- |
| Al-Ahli                      | Doha                         | Stadio Hamad bin Khalifa     | 1950                         |
| Al-Arabi                     | Doha                         | Stadio Grand Hamad           | 1952                         |
| Al-Duhail                    | Doha                         | Stadio Abdullah bin Khalifa  | 2009                         |
| Al-Gharafa SC                | Doha                         | Stadio Thani bin Jassim      | 1979                         |
| Al-Khor SC                   | Al Khor                      | Stadio Al-Khor               | 1961                         |
| Al-Rayyan SC                 | Al Rayyan                    | Stadio Ahmed Bin Ali         | 1967                         |
| Al Sadd SC                   | Doha                         | Stadio Jassim Bin Hamad      | 1969                         |
| Al Sailiya                   | Doha                         | Stadio Ahmed bin Ali         | 1995                         |
| Al-Shamal                    | Doha                         | Stadio Al-Khor               | 1996                         |
| Al-Wakrah SC                 | Al Wakrah                    | Stadio Saud bin Abdulrahman  | 1959                         |
| Qatar SC                     | Doha                         | Stadio Suheim bin Hamad      | 1959                         |
| Umm Salal SC                 | Umm Salal                    | Stadio Thani bin Jassim      | 1979                         |

## Allenatori
| Squadra      | Allenatore                     |
| ------------ | ------------------------------ |
| Al-Ahli      | Nebojsa Jovović                |
| Al-Arabi     | Heimir Hallgrímsson Younes Ali |
| Al-Duhail    | Luís Castro                    |
| Al-Gharafa   | Andrea Stramaccioni            |
| Al-Khor      | Winfried Schäfer Andre Lima    |
| Al-Rayyan    | Laurent Blanc                  |
| Al-Sadd      | Xavi Javi Gracia               |
| Al-Sailiya   | Sami Trabelsi                  |
| Al-Shamal    | Darko Nović Hicham Jadrane     |
| Al-Wakrah    | Tintín Márquez                 |
| Qatar SC     | Wisam Rizk                     |
| Umm Salal SC | Aziz Ben Askar Sérgio Farias   |

## Classifica finale
|                  | Pos. | Squadra      | Pt | G  | V  | N  | P  | GF | GS | DR  |
| ---------------- | ---- | ------------ | -- | -- | -- | -- | -- | -- | -- | --- |
| Qatar (bandiera) | 1.   | Al-Sadd      | 62 | 22 | 20 | 2  | 0  | 80 | 24 | +56 |
|                  | 2.   | Al-Duhail    | 47 | 22 | 14 | 5  | 3  | 59 | 24 | +35 |
|                  | 3.   | Al-Wakrah    | 37 | 22 | 11 | 4  | 7  | 34 | 30 | +4  |
|                  | 4.   | Al-Arabi     | 36 | 22 | 11 | 3  | 8  | 34 | 31 | +3  |
|                  | 5.   | Al-Gharafa   | 30 | 22 | 9  | 3  | 10 | 39 | 40 | -1  |
|                  | 6.   | Umm-Salal    | 25 | 22 | 6  | 7  | 9  | 32 | 36 | -4  |
|                  | 7.   | Al-Ahli Doha | 25 | 22 | 5  | 10 | 7  | 24 | 39 | -15 |
|                  | 8.   | Al-Rayyan    | 24 | 22 | 6  | 6  | 10 | 31 | 40 | -9  |
|                  | 9.   | Qatar SC     | 23 | 22 | 6  | 5  | 11 | 21 | 31 | -10 |
|                  | 10.  | Al-Shamal    | 22 | 22 | 6  | 4  | 12 | 32 | 47 | -15 |
|                  | 11.  | Al-Sailiya   | 16 | 22 | 3  | 7  | 12 | 17 | 36 | -19 |
|                  | 12.  | Al-Khor      | 16 | 22 | 2  | 10 | 10 | 21 | 46 | -25 |

Legenda:

      Campione del Qatar e ammessa alla AFC Champions League 2023

      Ammesse alle qualificazioni della AFC Champions League 2023

 Ammessa allo spareggio promozione-retrocessione.

      Retrocessa in Qatar Second Division 2022-2023
Tre punti a vittoria, uno a pareggio, zero a sconfitta.
La classifica viene stilata secondo i seguenti criteri:
- Punti conquistati
- Playoff (per titolo, partecipazione alle coppe e retrocessione)
- Differenza reti generale
- Reti totali realizzate

## Spareggio promozione/retrocessione
Allo spareggio promozione/retrocessione vengono ammesse a penultima classificata della Qatar Stars League (Al-Sailiya) e la seconda classificata della Seconda Divisione (Al-Kharitiyath).
|            | Risultati |                | Luogo e data        |
| ---------- | --------- | -------------- | ------------------- |
| Al-Sailiya | 3-2       | Al-Kharitiyath | Doha, 19 marzo 2022 |